# Przedgórze (góra)
Przedgórze – niezalesione wzgórze o wysokości 401 m n.p.m. Znajduje się na Wyżynie Olkuskiej na zachód od góry Wietrznik, na południe od Lasu Knopówka na terenie administracyjnym wsi Radwanowice (ul. Spacerowa) w województwie małopolskim.
Od 1815 do lata 1914, przez blisko 100 lat, przebiegała tedy granica dwóch cesarzy – austriackiego i rosyjskiego. Przez cały okres międzywojenny była również granicą województwa krakowskiego i kieleckiego, przebiega podział obszarów diecezji krakowskiej i kieleckiej, a do 1975 powiatu chrzanowskiego i olkuskiego, a obecnie gminy Zabierzów i gminy Jerzmanowice-Przeginia. Południowo-zachodni zbocze graniczy z gminą Krzeszowice (na zachód od pstrągarni Rózin w Dubiu).
Szlaki turystyczne
 – z Radwanowic przez wschodnie zbocza Doliny Szklarki do Szklar.